# I Want Tomorrow
Az I Want Tomorrow Enya ír dalszerző és énekesnő első kislemeze első, Enya című albumáról. (Az album másik kislemeze, a The Celts csak 1992-ben jelent meg, amikor az albumot The Celts címmel újra kiadták.

## Változatok
A kislemez különböző kiadásai.
3" mini CD (Hollandia)
1. I Want Tomorrow
2. The Celts
3. To Go Beyond (I)
4. To Go Beyond (II)

CD és 12" maxi kislemez (Németország)
1. I Want Tomorrow
2. Boadicea
3. The Celts
4. To Go Beyond (II)

CD kislemez, kazetta (Ausztrália)
7" kislemez (Németország, Egyesült Királyság)
1. I Want Tomorrow
2. The Celts

7" kislemez (Spanyolország; promó)
1. I Want Tomorrow
2. The Sun in the Stream